# Trouans
Trouans település Franciaországban, Aube megyében. Lakosainak száma 203 fő (2022. január 1.). Trouans Dosnon, Herbisse, Mailly-le-Camp, Poivres, Villiers-Herbisse és Sompuis községekkel határos.

## Népesség
A település népessége az elmúlt években az alábbi módon változott:
| Lakosok száma | 268  | 199  | 207  | 246  | 253  | 239  | 228  | 224  | 217  | 203  |
|               | 1975 | 1990 | 1999 | 2011 | 2013 | 2016 | 2017 | 2019 | 2020 | 2022 |